# CodeIgniter
CodeIgniter è un web application framework con licenza Open Software License (OSL) per lo sviluppo di applicazioni web dinamiche in linguaggio PHP, basato sul paradigma MVC (Model-View-Controller).
La prima versione pubblica è stata distribuita da EllisLab il 28 febbraio 2006 mentre l'ultima versione 3 stabile (3.1.11) risale al 10 settembre 2019. Attualmente la versione più recente stabile è la 4.1.9.

## Descrizione
CodeIgniter è famoso per la sua velocità se confrontato con altri framework PHP.. In un intervento a proposito di framework per PHP in generale, Rasmus Lerdorf, uno dei creatori del linguaggio PHP, parlando al frOSCon nell'agosto 2008, ha dichiarato che è uno dei suoi framework preferiti "perché è veloce, leggero ed infine è proprio come dev'essere un framework".
Il codice sorgente di CodeIgniter è pubblicato in GitHub, dove è correntemente disponibile la versione 4, certificata open source con Open Software License("OSL") v. 3.0 come la precedente versione 3. Le versioni precedenti la 3.0 di CodeIgniter sono invece sotto licenza proprietaria Apache/BSD-style open source license.
EllisLab, società privata sita a Bend in Oregon, che ha originalmente creato il framework, ha annunciato il 6 ottobre 2014 che lo sviluppo di Codeigniter sarà continuato dalla British Columbia Institute of Technology.
Il 7 ottobre 2019 i membri e gli sviluppatori più attivi hanno fondato la CodeIgniter Foundation, società non profit che si occupa di governare e sviluppare il progetto.
Il 15 gennaio 2020 è deceduto Jim Parry, uno dei principali ideatori e sviluppatori del progetto, che continua nelle mani degli altri collaboratori.

### Caratteristiche
CodeIgniter 3 è compatto (occupa circa 2 MegaByte di spazio su disco) e veloce nel funzionamento. La sua installazione richiede generalmente poco tempo e può essere svolta senza usare la riga di comando né obbligatoriamente strumenti come Composer o Git, sebbene siano fornite istruzioni per usarli.
Grazie alle sue caratteristiche può essere installato facilmente in quasi tutti i sistemi di hosting e con varie versioni di PHP. La versione 3 richiede come minimo PHP versione 5.3.7 (5.6 consigliata), mentre la nuova versione 4, attualmente in versione beta, richiederà come minimo la versione 7.2 (o successive).
CodeIgniter può interfacciare, per mezzo di driver, vari diffusi database:
- MySQL v.5.1+ con driver mysqli e pdo
- Oracle con driver oci8 e pdo
- PostgreSQL con driver postsgre e pdo
- Microsoft SQL con driver mssql, sqlsrv (dalla versione 2005) e pdo
- SQLite con driver sqlite (versione 2), sqlite3 (versione 3), e pdo
- CUBRID con driver curbird e pdo
- Interbase/Firebird con driver ibase e pdo
- ODBC con driver odbc e pdo

Non dispone di un motore di templating integrato, sebbene la scrittura del codice dei file PHP di template possa essere semplificato dall'uso di librerie di funzioni integrate che generano direttamente codice HTML. Inoltre, grazie al vasto gruppo di utenti e librerie di terze parti può essere interfacciato con motori di templating per PHP esterni, come per esempio i popolari Smarty PHP e Twig.
CodeIgniter prevede il caching sia delle pagine web generate, sia del database e meccanismi di protezione contro le minacce più comuni, come per esempio la SQL injection, durante l'immissione di dati nei form.
Tra i punti considerabili deboli del framework versione 3.0, l'assenza dei namespace (che però consente di aumentare la velocità di esecuzione del codice e che sono previsti nella versione 4), una certa macchinosità nel test delle unit e un numero ridotto di librerie integrate. Quest'ultimo punto determina però il vantaggio delle ridotte dimensioni di installazione del framework, mentre i programmatori possono reperire librerie di terze parti con licenza open source e integrarle con poco sforzo, oppure svilupparne di proprie con relativa facilità data la struttura estendibile di CodeIgniter.

### Come funziona
CodeIgniter è un framework MVC e funziona come tale.
Quando un utente richiede una risorsa al server dove opera il framework, l'interpretazione viene svolta da un controller, costituito da righe di software, che risponde fornendo un risultato comprensibile dal browser dell'utente grazie al codice di una vista o view. Se necessario il controller provvede a recuperare dati per soddisfare la richiesta, per esempio da file XML o da un server database. L'associazione tra la richiesta da parte del browser e il codice del controller viene eseguita in CodeIgniter attraverso la mappatura degli indirizzi URL a specifiche sezioni di codice. Per esempio la richiesta:
www.sitocodedigniter.test/libro/capitolo/1
può essere di regola interpretata da CodeIgniter invocando un controller che userà in una classe di nome "libro" la view chiamata "capitolo" e passando a questa il parametro numerico "1". Il risultato dell'elaborazione della view sarà in ogni caso una pagina comprensibile dal browser che ha eseguito la richiesta, per esempio, in questo caso, dopo avere recuperato da un database le informazioni relative al capitolo 1 ed averle formattate secondo lo standard HTML usando un modello di pagina preconfezionato.
Riassumendo le componenti del modello MVC di CodeIgniter:
- I modelli gestiscono i dati necessari all'applicazione, nel contempo consentono di applicare regole speciali al trattamento delle informazioni necessarie
- Le viste sono file di regola semplici, ovvero senza molto codice, che si occupano di presentare all'utente tramite il browser i risultati dell'elaborazione del software
- I controller sono il codice di programmazione che si occupa di collegare i due elementi precedenti, gestendo il flusso di informazioni tra la vista e i dati gestiti dall'applicazione, per esempio input dell'utente e database.

### Codeigniter 4
La versione 4 rilasciata il 24 febbraio 2020 è stata riscritta completamente e non è compatibile con la precedente versione 3. Questa funzionava con PHP versione 5.6 o successive, mentre la nuova versione è stata realizzata per PHP versione 7.2 o successive.
La struttura di un sito sviluppato con Codeigniter 4 è stata modificata e ora è prevista una cartella public che rappresenta la root del sito web. Una scelta dettata principalmente da motivi di sicurezza, dato che in questo modo è possibile isolare e "nascondere" più facilmente agli utenti le cartelle system e application dove è contenuto il codice vero e proprio. Inoltre ora è prevista una cartella writable con permessi di scrittura preposta a conservare i file di lavoro generati dall'applicativo, per esempio la cache delle pagine, ma che non è accessibile tramite URL.
Codeigniter 4, come la precedente versione, rimane basato sul paradigma MVC (model-view-controller). Mentre le classi controller sono indispensabili al funzionamento del software sviluppato, le classi per definire modelli e view sono opzionali. Resta comunque possibile modificare autonomamente con alcuni accorgimenti il funzionamento del framework per adottare il paradigma HVMC (View-Model-Controller Gerarchico) in modo da gestire a gruppi modulari Controller, Modelli e View in subdirectory fisiche.
La gestione dei database è quasi identica, anche se sono cambiati alcuni dei connettori supportati e la sintassi dell'ORM. Il caricamento di librerie, modelli e altri oggetti è uguale a prima ma è possibile specificare nei file di configurazione, come nei file del codice, i percorsi di localizzazione in formato PSR4. Inoltre sono stati integrati in Codeigniter 4 nuovi strumenti di test e debug, come per esempio KINT.